# سیارک ۲۷۲۸۷
سیارک ۲۷۲۸۷ (به انگلیسی: 27287 Garbarino، نامگذاری:2000AC112)۲۷۲۸۷مین سیارک کشف شده‌است که در ۰۵ ژانویه ۲۰۰۰ کشف شد.